# Onga, Borsod-Abaúj-Zemplén
Onga este un sat în districtul Miskolc, județul Borsod-Abaúj-Zemplén, Ungaria, având o populație de 4.899 de locuitori (2011). 

## Demografie
Componența etnică a satului Onga
     Maghiari (81,91%)
     Romi (17,68%)
     Necunoscut (0,2%)
     Germani (0,22%)
     Alții (0,2%)
Componența confesională a satului Onga
     Romano-catolici (39,87%)
     Reformați (22,35%)
     Fără religie (8,49%)
     Greco-catolici (4,63%)
     Necunoscută (23,58%)
     Alte religii (2,22%)
Conform recensământului din 2011, satul Onga avea 4.899 de locuitori. Din punct de vedere etnic, majoritatea locuitorilor (81,91%) erau maghiari, cu o minoritate de romi (17,68%). Apartenența etnică nu este cunoscută în cazul a 0,2% din locuitori. Nu există o religie majoritară, locuitorii fiind romano-catolici (39,87%), reformați (22,35%), persoane fără religie (8,49%) și greco-catolici (4,63%). Pentru 23,58% din locuitori nu este cunoscută apartenența confesională.